# Марія Софія Турн-унд-Таксіс
Марія Софія Доротея Кароліна Турн-унд-Таксіс (нім. Maria Sophia Dorothea Caroline von Thurn und Taxis, 4 березня 1800 — 20 грудня 1870) — принцеса Турн-унд-Таксіс, донька 5-го князя Турн-унд-Таксіс Карла Александра та принцеси Мекленбург-Стреліцької Терези Матильди, дружина герцога Вюртемберзького Пауля Вільгельма у 1827—1835 роках. Пішла від чоловіка за кілька місяців після весілля, будучи вагітною. Від 1843 року мешкала у Вюртемберзькому Палаці Регенсбургу.

## Біографія
Софія народилась 4 березня 1800 року у Регенсбурзі. Вона була п'ятою дитиною та третьою донькою в родині спадкоємного принца Турн-унд-Таксіс Карла Александра та його дружини Терези Мекленбург-Штреліцької. Мала старшу сестру Марію Терезію, інші діти померли в ранньому віці до її народження. Згодом у неї з'явилося двоє молодших братів. Головою родини був їхній дід Карл Ансельм. Мешкало сімейство у замку-абатстві Святого Еммерама у Регенсбурзі.
У 1805 році батько успадкував титул князя Турн-унд-Таксіс, однак політикою цікавився мало. У 1806 році володіння Турн-унд-Таксісів були поділені в ході медиатизації між королівствами Баварії та Вюртемберга. Матір намагалася врятувати хоча б родинну справу — пошту Турн-Таксісів та вберегти привілеї родини. Вела переговори з державними діячами та представляла сімейство на Ерфуртському конгресі. Її зусилля мали частковий успіх на Віденському конгресі у 1815 році. В той же час вона мала роман із баварським дипломатом, від якого народила п'ятьох дітей, єдиноутробних братів та сестер Софії.

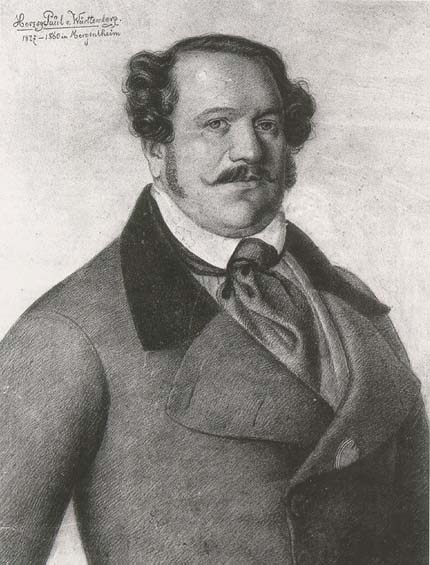
Пауль Вільгельм Вюртемберзький

У 27-річному віці Софія взяла шлюб із 29-річним герцогом Паулем Вільгельмом Вюртемберзьким. Наречений був молодшим сином герцога Ойгена Вюртемберзького та кузеном короля Вюртембергу Вільгельма I, полюбляв етнологію та повернувся перед цим з тривалої мандрівки Кубою та Північною Америкою. Вінчання пройшло 17 квітня 1827 року у Регенсбурзі. Молодятам було надано замок Мергентгайм у Бад-Мергентгаймі. За три місяці після весілля помер Карл Александр Турн-унд-Таксіс. Головою Турн-унд-Таксісів став молодший брат Софії, Максиміліан Карл. 
У перший же рік шлюбу Софія завагітніла, однак пішла від чоловіка ще до народження дитини. Їхній єдиний син народився у Дішингені, на колишніх землях князівства - Максиміліан (1828—1828) — герцог Вюртемберзький, член верхньої палати Вюртемберзького ландтагу, був одружений з принцесою Ерміною Шаумбург-Ліппською, дітей не мав.
Пауль у 1829 році вирушив у чергову кількарічну експедицію до Північної Мексики. У 1832 році він повернувся, а у 1835-му — було оформлене їхнє офіційне розлучення. Більше герцог не одружувався, проте мав двох позашлюбних доньок в Америці, народжених у 1830-ті роки.
Софія від 1843 року мешкала у Вюртемберзькому Палаці Регенсбурга, який отримав назву через її титул герцогині Вюртемберзької. До маєтку також входив великий сад розміром півтора гектари, який наразі називається Герцогський парк.
Померла герцогиня перед Різдвом 1870 року у Регенсбурзі у 70-річному віці, під час облоги німецькими військами Парижу і менш, ніж за місяць, до проголошення Німецької імперії. Похована у замковій кірсі Людвігсбургу.